# Sabine Wolf
Sabine Wolf (* 25. Mai 1971 in Villingen) ist eine deutsche Schauspielerin und Regisseurin.

## Leben und Werk
Sabine Wolf absolvierte ihre Ausbildung zur Schauspielerin von 1990 bis 1994 an der Hochschule für Musik und Theater in Hamburg und am Lee Strasberg Institut in New York. Festengagements führten sie daran anschließend von 1994 bis 1996 an das Staatstheater Mainz und von 1997 bis 1998 an das Landestheater Detmold. Von 2000 bis 2001 gehörte Wolf zum Ensemble des Stadttheaters Heilbronn, von 2014 bis 2015 hatte sie ein Gastengagement am Theater der Keller in Köln.
Bereits 1988 hatte Sabine Wolf in der Rolle der Julia ihr Bühnendebüt in Shakespeares Romeo und Julia am Deutschen Theater Göttingen gegeben. In Mainz war sie u. a. in Drei Schwestern von Anton Tschechow und Maß für Maß von William Shakespeare zu sehen. In Detmold war sie die Jenny in Brechts Dreigroschenoper und in Heilbronn spielte sie in der Uraufführung des Musicals Minna! von Konstantin Wecker die Titelrolle. Seit 2005 ist Wolf auf verschiedenen Kölner Bühnen zu sehen, darunter das Theater Tiefrot und das Theater im Bauturm. Daneben gastierte sie auch am Bonner Contra-Kreis-Theater.
Eine von Sabine Wolfs ersten Fernsehaufgaben war die Rolle der Liane Gershoff, die sie in 20 Folgen der ZDF-Vorabendserie Forsthaus Falkenau verkörperte. Weitere Aufgaben hatte sie in bekannten Serien wie Der kleine Mönch, Im Namen des Gesetzes, Kommissar Stolberg, Danni Lowinski oder SOKO Köln. Daneben sah man Wolf in der Literaturverfilmung Neger, Neger, Schornsteinfeger! und dem Katastrophenfilm  Das Inferno – Flammen über Berlin. Im Kino spielte Sabine Wolf 1995 in Sönke Wortmanns Der Campus sowie in verschiedenen Kurzfilmen.
Als Regisseurin setzte Sabine Wolf zwei Animationsfilme in Szene. Neben Infin den 15-minütigen Streifen Make me happy Cookie, der 2015 zum "Womens Director International Filmfestival" in Neu-Delhi eingeladen wurde.

## Filmografie (Auswahl)
- 1995–1997: Forsthaus Falkenau (20 Folgen als Liane Gershoff)
- 1997: S.O.S. Barracuda
- 1997: Kurklinik Rosenau – Blindflug
- 1998: Der Fahnder – Mord im Parkhaus
- 2000: Die Motorrad-Cops – Hart am Limit – Der Killer-Cop
- 2000: Blondine sucht Millionär fürs Leben
- 2001: Jetzt bin ich dran, Liebling!
- 2002: Der kleine Mönch – Mauerblümchen
- 2004: Im Namen des Gesetzes – Mörderisches Quartett
- 2004: Stefanie – Eine Frau startet durch (2 Folgen als Dr. Charlotte Schindler)
- 2005: Bella Block: … denn sie wissen nicht, was sie tun
- 2005: Alles Atze – Kinder, Kinder
- 2006: Die Wache – Zahn um Zahn
- 2006: Neger, Neger, Schornsteinfeger!
- 2006: Bettis Bescherung
- 2007: Notruf Hafenkante – Liebeswahn
- 2007: Das Inferno – Flammen über Berlin
- 2007: Tatort: Die dunkle Seite
- 2008: Der Mann an ihrer Seite
- 2009: Großstadtrevier – Alle für einen
- 2010: SOKO Köln – Krieg im Kleingarten
- 2010: Kommissar Stolberg – Bei Anruf Mord
- 2010: Danni Lowinski – Schön für einen Tag
- 2011: Countdown – Die Jagd beginnt – Vergeltung
- 2013: Zwei Mütter
- 2013: SOKO Köln – Späte Mädchen
- 2014: Die Diagnosen der Frau Schwarz (Kurzfilm)
- 2016: 24 Wochen
- 2017: Notruf Hafenkante – Engel
- 2019: Helen Dorn – Nach dem Sturm
- 2021: Tatort: Der Herr des Waldes